# Axel Domont
Axel Domont (Valence, 7 de agosto de 1990) es un ciclista francés que fue profesional entre 2013 y 2020.
En octubre de 2020 anunció su retirada al término de la temporada tras unos últimos años afectado por varias lesiones.

## Palmarés
2012 (como amateur)
- 1 etapa de la Toscana-Terra di ciclismo-Coppa delle Nazioni

2014
- 1 etapa del Circuito de la Sarthe

## Resultados en Grandes Vueltas
| Carrera         | Carrera         | 2013 | 2014 | 2015 | 2016 | 2017 | 2018 | 2019 | 2020 |
| --------------- | --------------- | ---- | ---- | ---- | ---- | ---- | ---- | ---- | ---- |
|                 | Giro de Italia  | —    | 58.º | 75.º | 50.º | —    | —    | —    | —    |
|                 | Tour de Francia | —    | —    | —    | —    | 68.º | Ab.  | —    | —    |
|                 | Vuelta a España | —    | —    | —    | 48.º | Ab.  | —    | —    | Ab.  |
| Mundial en Ruta | Mundial en Ruta | —    | —    | —    | —    | —    | —    | —    | —    |

—: no participa

Ab.: abandono